# Акбулатюрт
Акбулатюрт (чечен. Акхболт-Юрт) — село в Хасавюртовском районе Дагестана России.
Образует муниципальное образование село Акбулатюрт со статусом сельского поселения как единственный населённый пункт в его составе.

## География
Расположено на левом берегу реки Терек, к северо-западу от районного центра города Хасавюрт.
Ближайшие населённые пункты: на севере — станица Гребенская, на северо-западе — село Харьковское, на северо-востоке — село Октябрьское, на юго-востоке — сёла Кемсиюрт и Теречное, на юго-западе — село Первомайское.

## История
Поселено в 1834 г на правом берегу реки Терек против станицы Шелковской.
24 мая 1846 произошло сражение под Акбулат-Юртом (Сусловского дело). В этот день качкалыковский наиб Бата Шамурзаев выдвинулся к мирному аулу Акбулат-Юрт, чтобы принудить его жителей переселиться в горы, под власть Шамиля. Командир Гребенского полка майор А. А. Суслов с частью сил переправился в Амир-Аджи-Юрт на правый берег Терека, чтобы помешать этому, и в 8 верстах от переправы столкнулся с неприятелем. Численность чеченской партии, окружившей Суслова, впоследствии оценивалась в 1,5 тысячи человек, в казачьем каре оказался 91 человек (82 казака, 7 офицеров, сам майор Суслов и помещик станицы Шелкозаводской отставной капитан А. А. Хастатов). Несколько часов продолжалась перестрелка, пока чеченцы не отступили ввиду прибытия от укрепления Куринского на помощь гребенцам отряда подполковника барона Е. И. Майделя с артиллерией.
В донесении генерал-лейтенанта Фрейтага (29 мая 1846 года № 238) говорится: "В 1832 году недалеко от того места, где теперь дрались герои гребенцы, полковник Волжинский с тремя сотнями казаков был совершенно истреблен. Чеченцы до сих пор хвалятся этим и указывают на место боя.
В начале XX века в результате прорыва реки Терек село было перенесено на 1 км к юго-востоку, на место современного села Теречное. За старым селом закрепляется название хутор Акбулат-отар.
По одной версии, село основано как отселок от кумыкского села Аксай. До 1880-х гг. в селении численное преобладание имели кумыки.
По другой — село основано чеченцем-по имени Акбулат.

## Население
| 1889  | 1914  | 1926  | 1939 | 1944 | 1959 | 1970  |
| ----- | ----- | ----- | ---- | ---- | ---- | ----- |
| 272   | ↗289  | ↘226  | ↗425 | ↘311 | ↘242 | ↗387  |
| 1984  | 1989  | 2002  | 2010 | 2012 | 2013 | 2014  |
| ↗389  | ↗442  | ↗725  | ↗738 | ↗746 | ↘742 | ↗747  |
| 2015  | 2016  | 2017  | 2018 | 2019 | 2020 | 2021  |
| ↗773  | ↗790  | ↗805  | ↗823 | ↗842 | ↗859 | ↗1057 |
| 2023  | 2024  | 2025  |      |      |      |       |
| ↗1090 | ↗1109 | ↗1114 |      |      |      |       |

Национальный состав
По данным Всесоюзной переписи населения 1926 года:
| № | Национальность | Численность, чел. | Доля |
| - | -------------- | ----------------- | ---- |
| 1 | чеченцы        | 223               | 99 % |
| 2 | кумыки         | 3                 | 1 %  |

По данным Всероссийской переписи населения 2010 года:
| № | Национальность | Численность, чел. | Доля  |
| - | -------------- | ----------------- | ----- |
| 1 | чеченцы        | 671               | 91 %  |
| 2 | аварцы         | 42                | 6 %   |
| 3 | кумыки         | 22                | 3 %   |
| 4 | другие         | 3                 | 0,4 % |

## Образование
- Акбулатюртовская муниципальная средняя общеобразовательная школа[39].

## Акбулат-Юрт в искусстве
- Сражение с Чеченцами под Акбулат-Юртом в своём путевом очерке «Кавказ» 1859 года подробно описал Александр Дюма[40].

## Комментарии
1. ↑  Сын А. В. Хастатова.